# Xysticus sphericus
Xysticus sphericus is een spinnensoort uit de familie van de krabspinnen (Thomisidae).
De wetenschappelijke naam van de soort werd in 1837 als Thomisus sphericus gepubliceerd door Charles Athanase Walckenaer.